# Condenados a vivir
Condenados a vivir (comercialitzat als Estats Units com a Cut-Throats Nine) és una pel·lícula de l'any 1972 dirigida pel cineasta espanyol Joaquín Romero Marchent (germà del també director Rafael Romero Marchent), coautor del guió amb Santiago Moncada Mercadal. Més que un spaghetti western és un thriller violent i sagnant (tipus slasher) ambientat en el oest americà, encara que és del millor del gènere. Fou rodada a Osca.

## Argumento
Un grup de convictes assassins és traslladat sota l'atenta mirada del sergent Dick Brown i la seva filla Sarah, però en realitat això és una mera excusa per a traslladar or, el qual està camuflat entre les cadenes dels presos. Quan la diligència rebenta, el camí serà a peu, i per si no fos prou, un dels reclusos és l'assassí de la dona del sergent.

## Repartiment
- Claudio Undari: le sergent Brown
- Emma Cohen: Sarah Brown
- Alberto Dalbés: Thomas Lawrence
- Xan das Bolas: Buddy
- Antonio Iranzo
- Manuel Tejada
- Ricardo Díaz
- José Manuel Martín

## Premis
Als Premis del Sindicat Nacional de l'Espectacle de 1971 va rebre el premi al millor director.